# Эльвенес
Эльвенес (норв. Elvenes) — поселение в коммуне Сёр-Варангер фюльке Финнмарк, в Норвегии. Оно расположено в 9 км от Киркенеса и насчитывает около 300 жителей.
В Эльвенесе расквартирован Сёр-Варангерский пограничный военный гарнизон.
В 1912 году на месте посёлка была лесопильня, но осенью 1944 года здания в Эльвенесе были сожжены немецкими войсками.
У моста в Эльвенесе встречаются вытянутый и узкий Бёкфьорд и устье реки Пасвикельвы. От этого места до Норвежско-Российской границы, напрямую, 1580 метров. Через поселение и до границы, до КПП Стурьскуг, идёт шоссейная дорога E 105 панъевропейской сети. Рядом находится русский анклав Борисоглебский.